# Harold A. Covington
Harold Armstead Covington (14 de septiembre de 1953 - 14 de julio de 2018) fue un escritor y activista nacional-socialista estadounidense. Covington abogó por la creación de un etnoestado blanco en el Noroeste del Pacífico (conocido como el Imperativo Territorial del Noroeste) y fue el fundador del Frente del Noroeste (Northwest Front), un movimiento político que promovía el separatismo blanco.

## Biografía

### Primeros años (1953-1971)
Covington nació en Burlington, Carolina del Norte en 1953 como el mayor de tres hijos. En 1968, a los 15 años, fue enviado a la escuela secundaria Chapel Hill. En 1971, se graduó de la escuela secundaria y se unió al Ejército de los Estados Unidos. 

### Actividades políticas, Rhodesia y Sudáfrica (1971-1976)
En 1971, Covington se unió al Partido Nacionalsocialista del Pueblo Blanco (NSWPP), el sucesor político del Partido Nazi Estadounidense. Se mudó a Sudáfrica en diciembre de 1973, después de su baja del Ejército de los Estados Unidos, y más tarde a la República de Rodesia (Zimbabue). Covington fue miembro fundador del Partido del Pueblo Blanco de Rodesia y luego afirmó haber servido en las Fuerzas de Seguridad de Rodesia, aunque el Gobierno de Zimbabue ha dicho que Covington nunca sirvió en ninguna capacidad. Fue deportado de Rodesia en 1976, luego de enviar cartas amenazadoras a una congregación judía.

### Actividades políticas después de regresar de Rodesia
En 1980, mientras era líder del Partido Nacionalsocialista de América, perdió una elección primaria para la nominación republicana de candidatos a fiscal general de Carolina del Norte. Covington renunció como presidente de la NSPA en 1981. Ese mismo año, Covington alegó que el delincuente que intentó asesinar al Presidente de los Estados Unidos Ronald Reagan, John Hinckley Jr. había sido miembro del Partido Nazi. Las autoridades encargadas de hacer cumplir la ley nunca pudieron corroborar esta afirmación y sugirieron que la supuesta conexión "podría haber sido fabricada con fines publicitarios". 
Posteriormente, Covington se instaló en el Reino Unido durante varios años, donde se puso en contacto con grupos británicos de extrema derecha y participó en la creación de la organización terrorista neonazi Combat 18, en 1992. Combat 18 promueve abiertamente la violencia y el antisemitismo, y ha adoptado algunas de las características de la extrema derecha estadounidense. 
En 1994, Covington inició una organización llamada Partido Nacionalsocialista del Pueblo Blanco, usando el mismo nombre del sucesor del Partido Nazi Estadounidense bajo Matt Koehl en Chapel Hill, Carolina del Norte. Lanzó un sitio web en 1996; usando el seudónimo "Winston Smith" (tomado de la novela 1984 del escritor británico George Orwell), Covington se convirtió en una de las primeras presencias neonazis en Internet. Covington usó el sitio web y el seudónimo de Winston Smith para difundir material negacionista del Holocausto. 
A partir de 2005, Covington mantuvo un blog político titulado Thoughtcrime. Como escritor de ficción, Covington fue autor de varias novelas de temática ocultista. Como autor, es conocido por su serie de cinco novelas de la serie Northwest Independence: A Distant Thunder, A Mighty Fortress, The Hill Of The Ravens, The Brigade y Freedom's Sons. 
Covington fue mencionado en los medios en relación con la masacre de la iglesia de Charleston, cuyo perpetrador, Dylann Roof, habló sobre el Frente del Noroeste en su manifiesto y criticó sus medios y objetivos. Según Covington, el tiroteo fue "un anticipo de próximos acontecimientos", pero también creía que era una mala idea que sus seguidores participaran en actos de violencia al azar, apoyando en cambio la revolución blanca organizada. Covington murió en Bremerton, Washington, el 14 de julio de 2018.

## Algunos libros del autor

### Libros sobre el imperativo territorial del Noroeste
- The Brigade

- A Distant Thunder

- A Mighty Fortress

- Freedom's Sons

- The Hill of the Ravens

- The Northwest Front Handbook

### Novelas de misterio
- The March Up Country

- The Renegade

- Other Voices, Darker Rooms: Eight Grim Tales

- The Black Flame

- Fire And Rain

- The Stars In Their Path: A Novel of Reincarnation

- Rose of Honor

- Slow Coming Dark: A Novel of the Age of Clinton

- Revelation 9

- Vindictus: A Novel of History's First Gunfighter

- Bonnie Blue Murder: A Civil War Murder Mystery

### Obras sobre política
- Dreaming the Iron Dream: Collected Racial and Political Essays of Harold A. Covington